# Gilbert Gadoffre
 (septembre 2014).
Gilbert Gadoffre est un historien de la littérature française et professeur français né à Paris le 16 janvier 1911 et mort le 2 mars 1995 à Boulogne-Billancourt.

## Biographie
Né d'un père officier tué durant la Première Guerre mondiale, il suit ses études à la Sorbonne et à Oxford. Docteur ès lettres et agrégé d'histoire, il étudie la civilisation de la Renaissance et enseigne l'histoire de la pensée française à l'Université de Manchester en 1938.

### Résistance
Professeur à Versailles, il se lie dans la Résistance avec Augustin-Jean Maydieu, qui l'envoie à l'École des cadres d'Uriage en 1942. Lorsqu'en 1943 l'école passe à la clandestinité, Pierre Dunoyer de Segonzac lui confia l'équipe de jeunes intellectuels abrités au château de Murinais où il succède à Hubert Beuve-Méry au bureau d'études. Il y coordonne "la somme", qui  compile les études publiées plus tard sous le titre "Vers le style du XXe siècle".  Il participe aux combats de Tarn, puis travaille à l'École militaire dirigé par Virieu et au Centre inter-facultés de Grenoble.

### Carrière
Une fois la guerre terminée, Gadoffre devient directeur de l'information dans la zone française de l'Autriche. En 1945, Gadoffre participe à l'élaboration du projet de l'ENA.
Admirateur des collèges et universités anglaises, il prend part à la fondation du Centre culturel international de Royaumont aux côtés d'Henry Goüin (1947), puis de l'Institut collégial européen. Il devient directeur de ses deux institutions.
Titulaire de la chaire de littérature française (1966 à 1978) à l'Université de Manchester, haut lieu d'études françaises,
il y succède à Eugène Vinaver,.
Il publie des études d'histoire littéraire. À partir de 1960, il anime les rencontres internationales de Loches. Il enseigne à Berkeley de 1964 à 1969.
Il était également membre du Séminaire interdisciplinaire du Collège de France.

## Publications
- Foyers de notre culture, Éditions de l'Abeille (1942)
- Vers le Style du 20e siècle, Éditions du Seuil (1945)
- Bibliothèques de jeunes: un guide pour les éducateurs et chefs de jeunesse... [Préface de Pierre Dunoyer de Segonzac]., Éditions du Seuil (avec Lucette Massaloux, François Ducruy et Joffre Dumazedier, 1945)
- Éducation nazie et civilisation autrichienne, Annales (1947)
- Les ordalies: roman, Éditions du Seuil (1955)
- Chine Dans L'œuvre de Claudel, University of Manchester (1958)
- Les trois sources de l'analogie claudélienne (1959)
- Ronsard, collection «Écrivains de toujours», éditions du Seuil (1960)
- Claudel et Lafcadio Hearn (1961)
- Discours de la méthode, précédé, d'une introduction historique suivi d'un commentaire critique, d'un glossaire et d'une chronologie, Manchester University Press (1961)
- Paul Claudel et la Chine du Tao (avec Susumu Ishi, 1966)
- Claudel et l'univers chinois, Gallimard (1968)
- Les rencontres claudéliennes de l'été 1968, Institut collégial européen (1968)
- Cahiers Paul Claudel: Claudel et l'univers chinois, Gallimard (1968)
- Modern Miscellany Presented to Eugène Vinaver by Pupils, Colleagues and Friends, Manchester University Press ND (avec Thomas Edward Lawrenson et F. E. Sutcliffe, 1969)
- Claudel et les philosophes taoistes (1970)
- Les Rencontres proustiennes de l'été 1971
- Claudel et le paysage chinois (1972)
- Les grands projets culturels: actes du colloque de juillet 1983, Institut collégial européen (1972)
- Mythes littéraires et mythes sociaux: colloque de juillet 1973, Institut collégial européen (1973)
- Connaissance de l'Est: Édition critique avec introduction, Mercure de France (avec Paul Claudel, 1973)
- Rabelais est-il actuel? colloque de juillet, Institut Collegial Européen (1974)
- Folie et création: colloque de juillet 1975, Institut collégial européen (1975)
- Structure et dynamique des systèmes, Maloine (avec André Lichnerowicz et François Perroux, 1976)
- Les hommes de la Renaissance et l'analogie, Institut collégial européen (1976)
- Langage poétique et pensée analogique: colloque de juillet 1977, Institut collégial européen (1977)
- Du Bellay et le sacré, Gallimard (Prix Broquette-Gonin de l'Académie française, 1978)
- Littérature et communication: actes du colloque de juillet 1979, Institut collégial européen (1979)
- Y a-t-il une nouvelle histoire?: actes (avec Emmanuel Le Roy Ladurie, 1980)
- Jeanne d'Arc, Librairie Académique Perrin (ave Edward Lucie-Smith et Philippe Erlanger, 1981)
- Culture et média: actes du colloque de juillet 1981, Institut collégial européen (avec Arturo Carmassi, 1981)
- Information et communication: séminaires interdisciplinaires du Collège de France, Maloine (1983)
- Art poétique..., Gallimard (avec Paul Claudel, 1984)
- Poésie et vérité: actes du colloque de juillet 1986, Institut Collegial Européen (avec Yves Bonnefoy, 1986)
- Certitudes et incertitudes de l'histoire, Presses universitaires de France (avec Philippe Ariès, 1987)
- La Vérité est-elle scientifique?, Éditions universitaires (avec André Lichnérowicz, 1991)
- Écrivains de Toujours, Éditions du Seuil (1994)
- Renaissances européennes et Renaissance française, Éditions Espaces 34 (1996)
- La révolution culturelle dans la France des humanistes: Guillaume Budé et François 1er, Librairie Droz (avec Jean Céard, 1997)

## Distinctions

### Décorations
- Chevalier de la Légion d'honneur
- Croix de guerre 1939-1945
- Médaille de la Résistance française.

### Récompenses
L’Académie française lui décerne le prix Max-Barthou en 1941 et le prix Broquette-Gonin (littérature) en 1978.

## Hommages
- Venelle Gilbert-Gadoffre, Loches